# Пам'ятник Богдану Хмельницькому (Донецьк)
Па́м'ятник Богда́́ну Хмельни́цькому створений на честь Богдана Зиновія Хмельницького — шляхтича руського, реєстрового козака, військового писаря, з 1648 року — гетьмана Війська Запорозького. Організатора повстання проти шляхти в Україні, яке переросло у Національно-визвольну війну українського народу проти Речі Посполитої. Засновника козацької держави на теренах Центральної України — Війська Запорозького.
Автор пам'ятника — донецький скульптор Павло Павлович Гевеке.
Пам'ятник являє собою кінну фігуру. У Богдана Хмельницького піднята права рука, у якій він тримає булаву. У лівій руці він тримає повіддя. Кінь під вершником здиблений.

## Донецьк
Пам'ятник у Донецьку розташований в Пролетарському районі Донецька у сквері ПК «Ювілейний» на вулиці Велика Магістральна. Пам'ятник був встановлений в 1954 році — до 300-річчя Переяславської ради.
Єдиний кінний пам'ятник Донецька.
Виконаний із бронзи й пофарбований сірою фарбою. Встановлений на високому постаменті, оздобленому каменем. У пам'ятника з моменту встановлення була булава, згодом вона була відірвана. У 2010 році пам'ятник відреставрували, приєднавши нову булаву. Крім того фігуру гетьмана пофарбували.

## Українськ
Пам'ятник в Українську було встановлено 14 жовтня 1964 року біля шахти «Україна». Пам'ятник виконаний із залізобетону.